# Джереми, Ллойд
Ллойд Клифтон Джереми (англ. Lloyd Clifton Jeremy, род. 13 декабря 1989, Поттерс-Вилладж, Сент-Джон) — антигуанский футболист, нападающий «Оттос Рейнджерс».

## Биография
Ллойд Джереми родился 13 декабря 1989 года в антигуанском городе Поттерс-Вилладж.
Играет в футбол на позиции нападающего. С 2009 года в течение пяти сезонов играл за «Поттерс Тайгерс», с которыми вылетел в 2010 году во второй дивизион и вернулся обратно в 2013-м.
В 2012-2013 годах параллельно выступал в североамериканской USL за «Антигуа Барракуда», проведя соответственно 6 и 7 матчей за сезон.
В сезоне-2014/15 играл за антигуанскую команду «Голден Старз Урлингз».
В 2015—2019 годах выступал во втором дивизионе за «Поттерс Тайгерс». В 2019 году перешёл в «Оттос Рейнджерс», в составе которых в сезоне-2019/20 стал бронзовым призёром чемпионата Антигуа и Барбуды.
В 2012 году провёл 3 матча за сборную Антигуа и Барбуды. Дебютировал в составе национальной команды 3 марта, выйдя на замену на 89-й минуте товарищеского поединка против сборной Сент-Китса и Невиса (0:1).

## Статистика

### Матчи за сборную Антигуа и Барбуды по футболу
| № | Дата            | Соперник                 | Счёт    | Мячи | Соревнование                              |
| 1 | 3 марта 2012    | Сент-Китс и Невис        | 0:1 (г) | —    | Товарищеский матч                         |
| 2 | 30 марта 2012   | Сент-Винсент и Гренадины | 0:1 (г) | —    | Товарищеский матч                         |
| 3 | 11 декабря 2012 | Республика Гаити         | 1:0 (д) | —    | Золотой кубок КОНКАКАФ. Отборочный турнир |

## Достижения

### Командные
Оттос Рейнджерс
- Бронзовый призёр чемпионата Антигуа и Барбуды (1): 2020